# 沙特阿拉伯证券交易所
沙特交易所（阿拉伯语：‎），又名Tadawul（阿拉伯语：‎），是沙特阿拉伯開設的证券交易所，該證券交易所由沙特阿拉伯资本市场管理局监督。截至2024年2月，沙特证券交易所共有233家上市公司，其交易时间为周日至周四，上午10:00至下午3:00。Tadawul被认为是中东和北非最大的资本市场。
2017年2月26日，沙特開設另一家股權交易市場Nomu，Nomu上市要求较低，为不符合Tadawul上市的企业提供了替代平台。達到一定條件的Nomu上市企業可以前往Tadawul上市。
2019年12月，沙特阿美的上市，让利雅得证券交易所的股票市值扩大370%，使其在一天内便超过加拿大、德国和印度，成为全球第七大股票市场。